# María de la Paz de Borbón
María de la Paz de Borbón y Borbón, née le 23 juin 1862 à Madrid et morte le 4 décembre 1946 au château de Nymphenburg à Munich, est une infante d'Espagne et une princesse de Bavière.

## Biographie

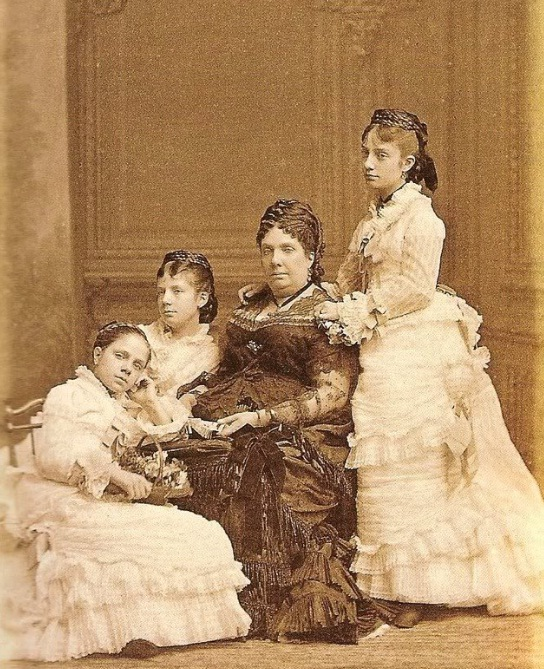
La reine Isabelle II et ses trois filles cadettes (1875)

Fille de la reine Isabelle II et de François d'Assise de Bourbon, son enfance et son adolescence sont marquées par des drames : elle n'a que six ans quand sa mère est déposée le 30 septembre 1868 et forcée à l'exil en France avec toute sa famille. Elle vit avec sa mère au Palais de Castille avenue Kléber à Paris. Son beau-frère, comte d'Agrigente, se suicide en 1871.
La monarchie est restaurée en Espagne en 1874 et son frère règne sous le nom d'Alphonse XII. Sa sœur aînée, en qualité d'héritière du trône rejoint dès 1875 le jeune souverain. 
Marie de la Paix et ses sœurs Pilar et Eulalie, trop jeunes, ne reviennent en Espagne qu'en 1876.
Mais la joie est de courte durée. Le roi Alphonse XII épouse en 1878 l'infante Marie Mercedes d'Espagne, une cousine dont il est profondément épris. Las, la jeune infante meurt la même année. Le roi songe à se remarier à une sœur de sa défunte épouse mais celle-ci décède peu après la proclamation des fiançailles. La même année, l'infante Pilar meurt en quelques jours à l'âge de 18 ans. L'infante Marie de la Paix, profondément affectée par ces deuils, se réfugie dans l'étude, composant des poèmes, se consacrant à la peinture ou jouant de la harpe.
Approchée à l'aube de ses 18 ans pour épouser son cousin le prince Louis-Ferdinand de Bavière, elle refuse tout d'abord avant de finalement se résoudre à cette union qui est célébrée le 2 avril 1883 à Madrid. Installée en Bavière après son mariage, au château de Nymphembourg, près de Munich, elle consacre sa vie à l'éducation de ses enfants, aux œuvres charitables et à la poésie.

## Descendance
De son mariage avec Louis-Ferdinand de Bavière naissent trois enfants :
- Ferdinand-Marie de Bavière (1884-1958), infant d'Espagne, qui épouse en 1906 sa cousine Marie-Thérèse de Bourbon (1882-1912), fille d'Alphonse XII, d'où quatre enfants.
- Adalbert de Bavière (1886-1970), historien et diplomate, qui épouse en 1919 la comtesse Augusta von Seefried (1899-1978), d'où deux enfants.
- Maria del Pilar de Bavière (1891-1987), peintre, célibataire.

### Œuvre de l'infante
- (es) Infanta Paz, Cuatro revoluciones e intermedios: Setenta años de mi vida, Espasa-Calpe, Madrid, 1935.

### Biographies
- (es) María Teresa Álvarez, La infanta Paz de Borbón, La Esfera de los Libros, 2011  (ISBN 8499700136)
- (es) Rey y Cabieses et Amadeo-Martín, Wittelsbach y Borbón: Relaciones y Enlaces Entre las Casas Reales de Baviera y de España, Siglos XIX al XXI, Consejo Superior de Investigaciones Científicas, 2005 (Lire en ligne)